# Parzęczew
Parzęczew é um município no centro da Polônia. Pertence à voivodia de Łódź, no condado de Zgierz. É a sede da comuna urbano-rural de Parzęczew.
Estende-se por uma área de 6,4 km², com 919 habitantes, segundo o censo de 31 de dezembro de 2021, com uma densidade populacional de 143,6  hab./km².
Parzęczew recebeu o foral de cidade em 1421. Foi destituída de seus direitos municipais em 31 de maio de 1870 e incorporada à comuna de Piaskowice, no condado de Łęczyca. De 1870 a 1953, na comuna de Piaskowice, de 1953 a 1954, a sede da comuna de Parzęczew, de 1954 a 1972, na gromada de Parzęczew, e a partir de 1973, na comuna reativada de Parzęczew. De 1975 a 1998, fez parte administrativamente da então voivodia de Łódź e, a partir de 1999, do condado de Zgierz. Em 1 de janeiro de 2024, recuperou a condição de cidade.

## História

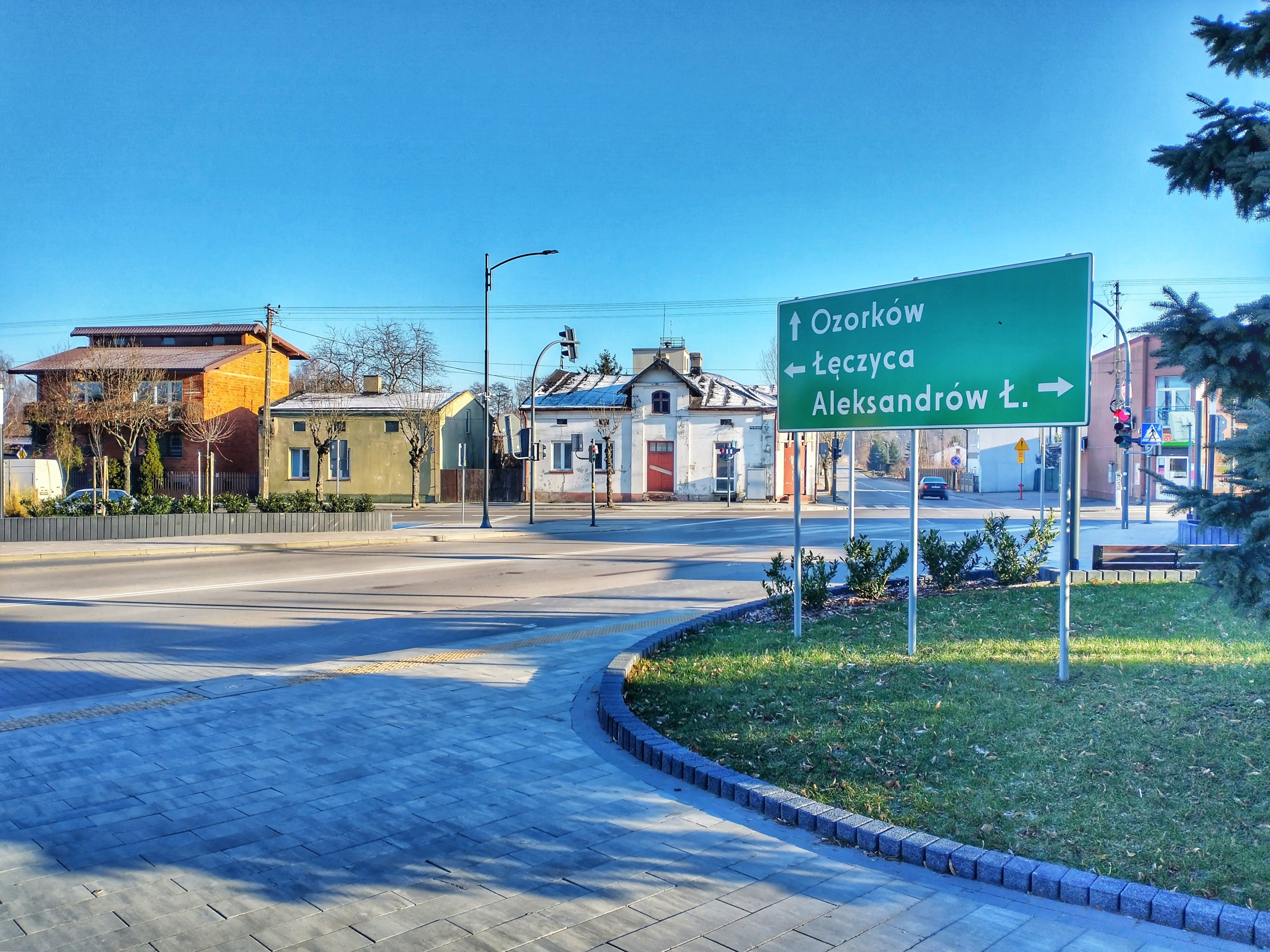
Parte da praça principal

Parzęczew era originalmente um vilarejo principesco, em um riacho chamado Gnida, fundado pela família Pomian, que veio da Grande Polônia. Parzęczew foi mencionada pela primeira vez em 1385. Em 1421. Parzęczew recebeu o foral de cidade em virtude de um privilégio emitido por Ladislau II Jagelão, como uma cidade privada para Wojciech Parzęczewski, o caçador de Łęczyca. Apesar da repetida confirmação dos privilégios por sucessivos monarcas, a cidade localizada na periferia não se desenvolveu em um centro maior e provavelmente nunca ultrapassou uma população de mil habitantes (em um censo de dezembro de 1820, o prefeito, Wasikiewicz, afirma que Parzęczew era habitada por 521 cristãos, 457 judeus e 21 cidadãos de outras religiões em 98 casas de madeira e uma de tijolos). Parzęczew foi privada de seus direitos municipais em 1870 pela reforma administrativa czarista.
Em 1939, os alemães incorporaram Parzęczew ao Reich. O domínio nazista de 1939 a 1945 resultou no assassinato da comunidade judaica, tradicionalmente uma parte importante da população de Parzęczew; os nazistas também destruíram a sinagoga de madeira do século XVIII. Em 1943, o nome do vilarejo foi mudado para Parnstädt. As tropas soviéticas ocuparam Parzęczew em 19 de janeiro de 1945.
De 1975 a 1998, o vilarejo estava localizado na então voivodia de Łódź.
Parzęczew preservou os elementos de seu traçado espacial urbano com uma espaçosa praça retangular, no centro da qual há uma igreja fundada pela família Stokowski no início do século XIX, e edifícios de pequena escala ao redor.

## Monumentos históricos
Segundo o registro de monumentos do Instituto do Patrimônio Nacional, os edifícios listados são:
- Igreja paroquial da Assunção da Bem-Aventurada Virgem Maria e Santa Ana, construída entre 1804 e 1810 e, em 1878, foi reconstruída, com uma torre de luz ampliada, decorada e de madeira, que pode ser vista à distância antes de entrar em Parzęczew. As paredes da igreja são decoradas com policromia pintada pelo aluno de Jan Matejko, Aleksander Przewalski, na virada dos séculos XIX e XX. A peça central da decoração da igreja é o Gólgota — uma pintura monumental, inigualável não apenas na vizinhança imediata, mas também em toda a Arquidiocese de Łódź. O autor dessa obra-prima é o pintor de São Petersburgo — Wincenty Łukasiewicz[12]
- Igreja do cemitério de São Roque, de madeira, com telhas, localizada no cemitério católico romano, 1.ª metade do século XVII[13]
- Moinho motorizado da virada do século

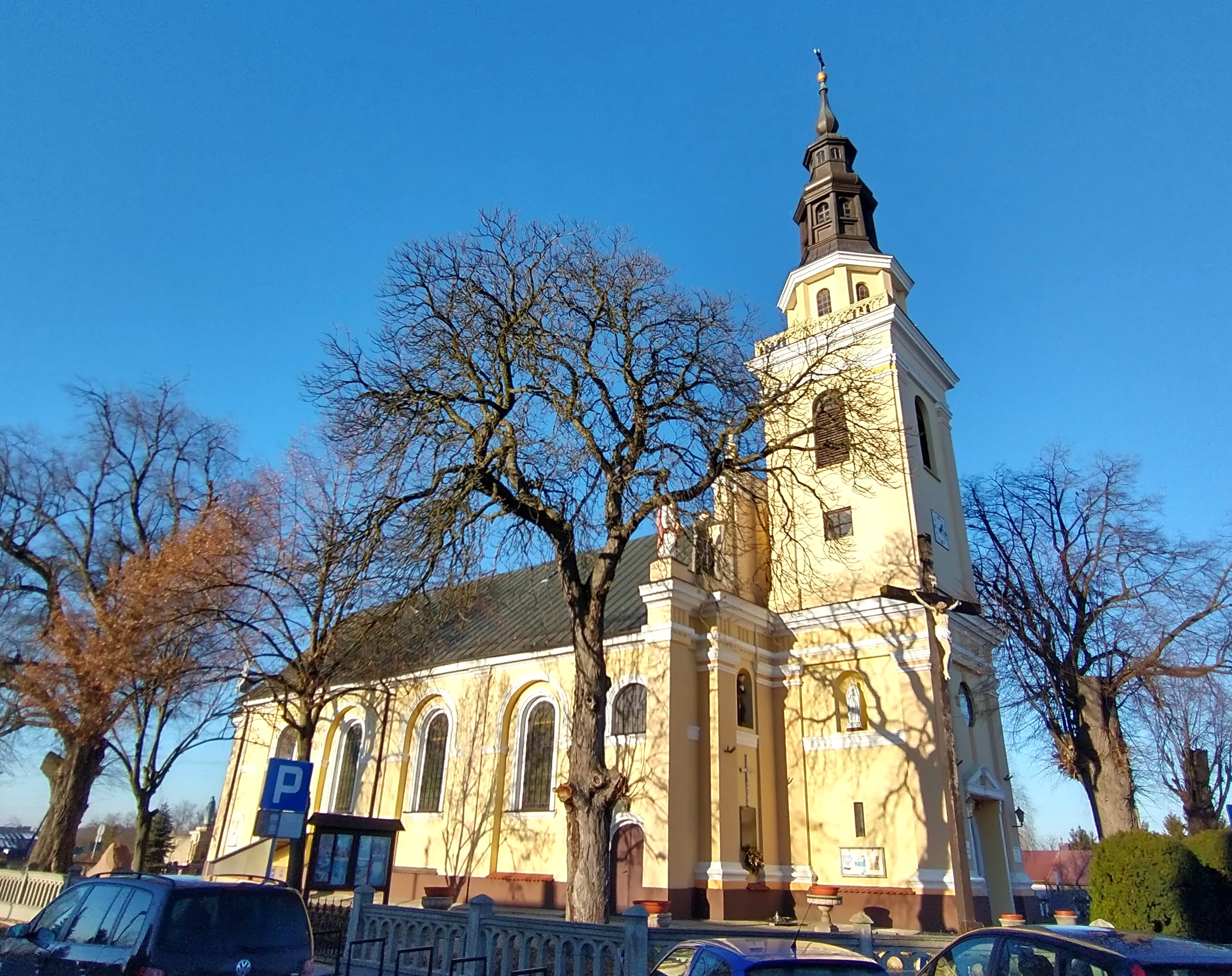
Igreja paroquial
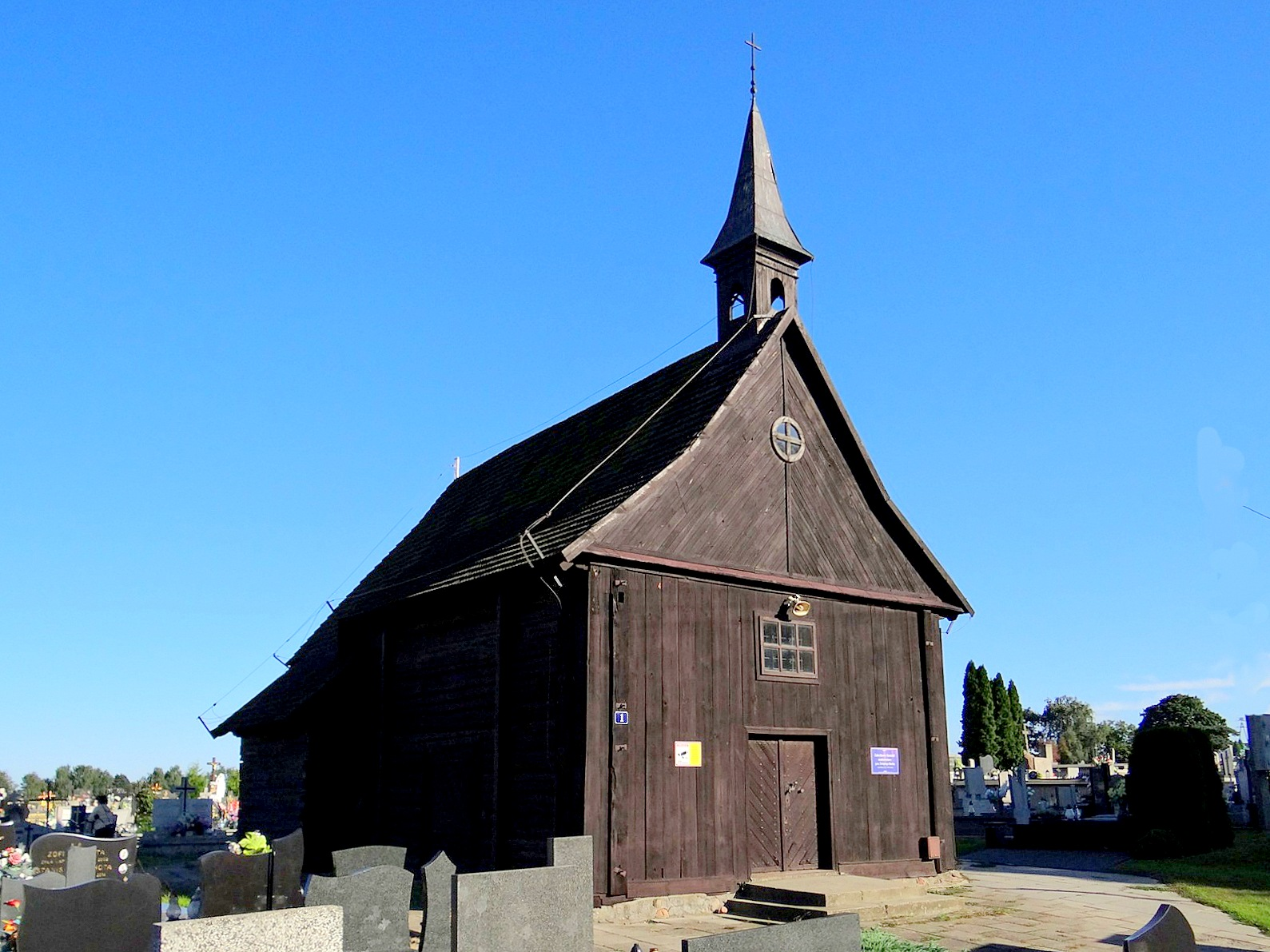
[[Kościół św. Rocha w Parzęczewie|Igreja de São Roque
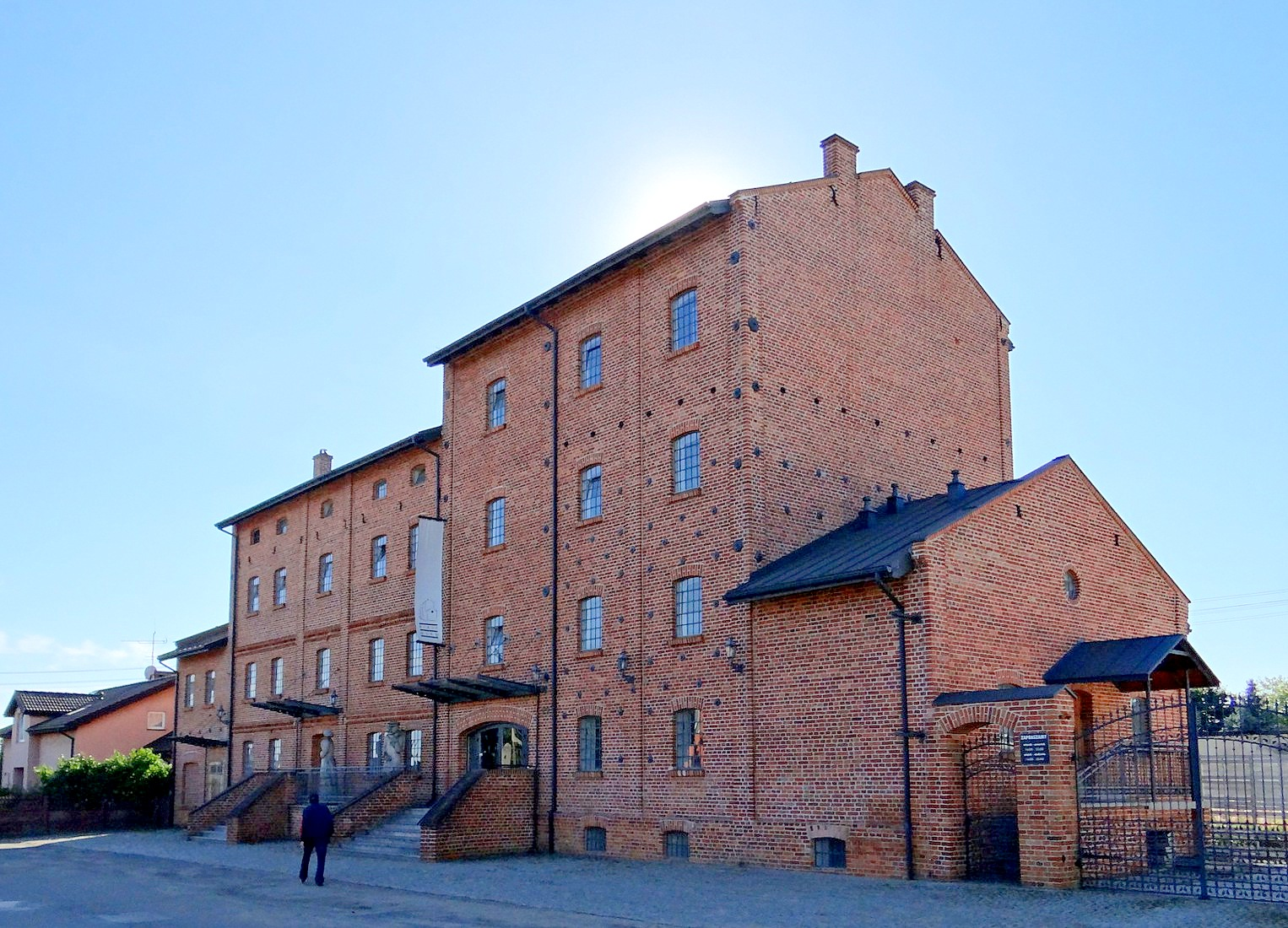
Moinho histórico

## Modernidade
Parzęczew é o lar de esportes como o futebol — Clube Esportivo Popular Orzeł Parzęczew — classe distrital (grupo Łódź).
Até 2008, sempre no último domingo de agosto durante o festival da colheita, a meia-maratona “Puchatek” era realizada em Parzęczew, premiada pelo portal maratonypolskie.pl na votação dos corredores em 2005 e 2007.
A  trilha turística vermelha passa pelo vilarejo ao longo da Trilha de Bicicleta de Łódź (trecho norte-sul).